# Ocyptamus hirtus
Ocyptamus hirtus är en tvåvingeart som först beskrevs av Shannon 1927.  Ocyptamus hirtus ingår i släktet Ocyptamus och familjen blomflugor.
Artens utbredningsområde är Bolivia. Inga underarter finns listade i Catalogue of Life.